# Rubiães
Rubiães is een plaats (freguesia) in de Portugese gemeente Paredes de Coura en telt 548 inwoners (2001).

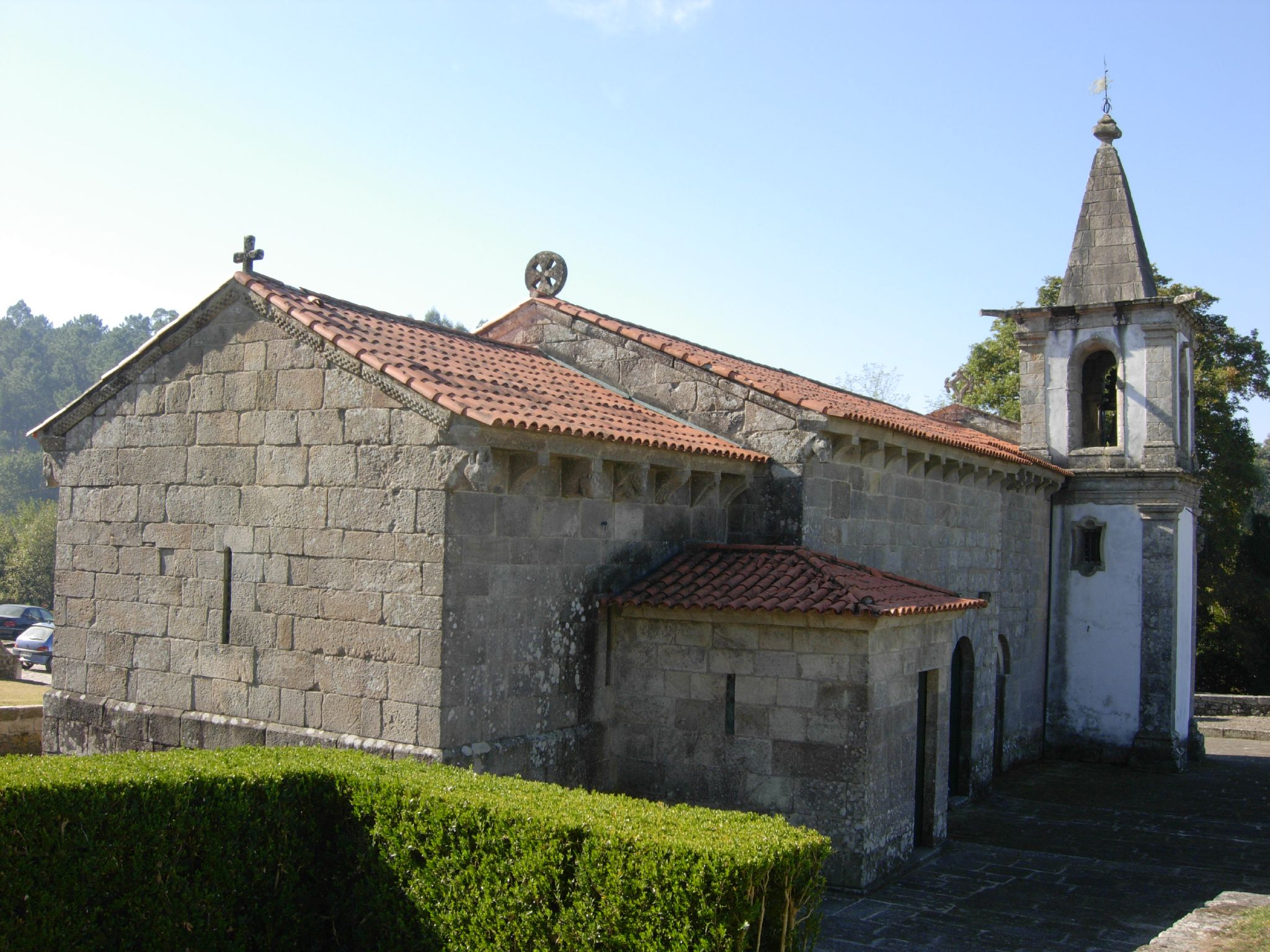
Kerk van São Pedro in Rubiães

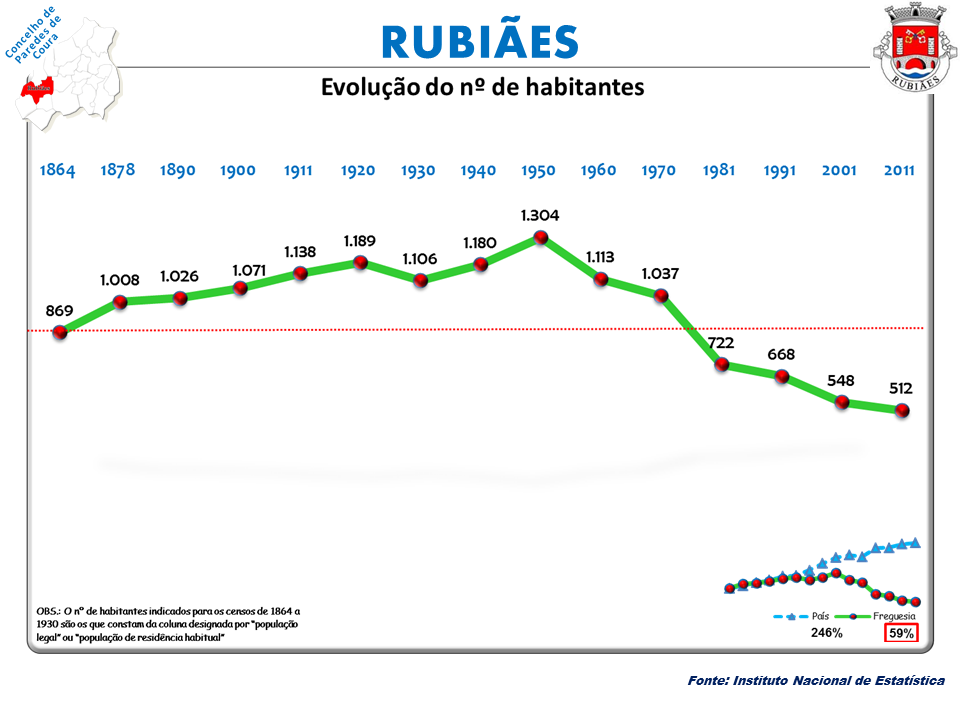
Bevolkingsontwikkeling tussen 1864 en 2011